# Tetepare
Tetepare ist eine unbewohnte Insel in der Western-Provinz der Salomonen. Sie gehört zu den südlichen Inseln des New-Georgia-Archipels und hat eine Fläche von ca. 118 km². Tetepare liegt 2600 Meter östlich der Südspitze von Rendova, der nächstgelegenen Insel, von der sie durch den Balfour Channel getrennt ist. Die bis zu 27 km lange und maximal 8 km breite zerklüftete Insel liegt durchschnittlich 200 Meter über dem Meeresspiegel. Der höchste Punkt der Insel hat eine Höhe von 357 Meter. Tetepare zeichnet sich durch eine einzigartige Ökologie aus, ist die Heimat eines der führenden Naturschutzprojekte der Salomonen und befindet sich in lokalem Besitz und Management. Die Insel gilt als größte unbewohnte tropische Insel im südpazifischen Raum.

## Geschichte
Die Herkunft und Bedeutung des Namens Tetepare ist nicht zweifelsfrei geklärt. Es wird jedoch angenommen, dass der Name wahrscheinlich "wildes Schwein" oder "kämpfendes Wildschwein" bedeutet.
Bis zur Mitte des 19. Jahrhunderts wurde Tetepare von Menschen bewohnt, die in größeren Gemeinschaften auf der Insel wohnten und Landwirtschaft betrieben. Ab 1860 wurde die Insel aufgrund von Krankheiten und aus Angst vor kriegerischen Auseinandersetzungen komplett verlassen und ist seitdem unbewohnt. Die ursprünglichen Bewohner wanderten auf die Nachbarinseln New Georgia, Vonavona, Nggatokae und Ranongga aus.

## Ökologie
Fast die gesamte innere Inselfläche ist mit unberührtem Tiefland-Regenwald bewachsen. Die küstennahen Flächen bieten drei Schildkröten-Arten die Möglichkeit zur Eiablage. An der westlichen Insel-Spitze wurde in den Jahren 1907–1918 eine 3,75 Quadratkilometer große Kokosnussplantage angelegt, die Tetepare Plantation, deren Betrieb jedoch seit dem Zweiten Weltkrieg zurückging und ab 1990 komplett eingestellt wurde. Der Sekundärwald hat das ehemalige Plantagengebiet seitdem wieder zurückgewonnen. Tetepare ist die einzige Insel der Salomonen deren Wälder nicht von kommerzieller Abholzung vernichtet wurden und weiterhin unberührt sind. Zu Beginn dieses Jahrhunderts, als die Gefahr des Holzeinschlags über Tetepare drohte, lehnten die traditionellen Landbesitzer der Insel das Holzeinschlags-Angebot ab und kamen zusammen, um diese unberührte Wildnis für sich selbst und für zukünftige Generationen zu erhalten. Eine Organisation, die sich aus Mitgliedern der lokalen Gemeinschaft namens Tetepare Descendants 'Association (TDA) zusammensetzte, wurde gegründet, um die Ressourcen der Insel als Schutzgebiet zu verwalten und zu schützen. Tetepare hat internationale Anerkennung für seine Erhaltung und ökologische Bedeutung erhalten. Experten aus der ganzen Welt, darunter der renommierte Evolutionsbiologe und Autor Jared Diamond, lobten die Arbeit auf der Insel.